# Gallegos de Crespes
Gallegos de Crespes es una entidad de población española del municipio de Larrodrigo, perteneciente a la provincia de Salamanca, en la comunidad autónoma de Castilla y León.

## Historia
Hacia mediados del siglo XIX, el lugar, ya por entonces perteneciente al municipio de Larrodrigo, tenía contabilizada una población de 10 habitantes. Aparece descrito en el octavo volumen del Diccionario geográfico-estadístico-histórico de España y sus posesiones de Ultramar de Pascual Madoz con las siguientes palabras:

GALLEGOS DE CRESPES: alq. agregada al ayunt. de La Rodrigo (1 leg ), en la prov. y dióc. de Salamanca, part. jud. de Alba de Tormes. Se encuentra sit. en una llanura con libre ventilacion y buen clima. Tiene 4 casas, una de ellas sirve de posada pública y una igl. (Ntra. Sra. del Cármen), anejo del curato de Valverde. Confina su térm. con su ayunt. por el N.; con Juarros por el E.; por el S. con San Bellin, y O. su matriz. El terreno es de regular calidad, y le atraviesa un regato nombrado Badillo que desagua en el Tormes por Portillo: tiene un monte en el que ceban 150 cerdos y mantiene á 200 camperos. prod.: trigo, centeno y cebada; hay algun ganado lanar y vacuno, y caza de liebres, perdices y conejos. pobl.: 3 vec., 10 alm. Contribuye con su ayunt.
(Madoz, 1847, p. 281)

En 2023, la entidad singular de población de Gallegos de Crespes tenía empadronados 5 habitantes, todos ellos en diseminado.